# Coprophanaeus ensifer
Coprophanaeus ensifer es una especie de escarabajo del género Coprophanaeus, familia Scarabaeidae. Fue descrita científicamente por Germar en 1821.
Se distribuye por Argentina, Brasil y Paraguay. Mide aproximadamente 35-65 milímetros de longitud.